# Václav Ornest
Václav Ornest (6. listopadu 1887 Praha – 24. října 1942 Koncentrační tábor Mauthausen) byl původním povoláním krejčí. Během Protektorátu Čechy a Morava byl kostelníkem v pravoslavném katedrálním chrámu v Praze, chrámu svatých Cyrila a Metoděje v Resslově ulici v Praze, v jehož kryptě se po atentátu na Reinharda Heydricha ukrývali parašutisté. Po prozrazení úkrytu parašutistů (18. června 1942) byl téhož dne (ještě před dobýváním kostela) Václav Ornest zatčen a spolu s ním jeho manželka Františka Ornestová, obě jeho dcery (Marie a Miluše) jakož i jeho zeť Karel Louda – učitel a druhý kostelník chrámu svatého Cyrila a Metoděje. Všichni zatčení členové rodiny Ornestových a Loudových byli popraveni dne 24. října 1942 v Koncentračním táboru Mauthausen střelou do týla. Roku 2020 byl českou pravoslavnou církví svatořečen.

## Život

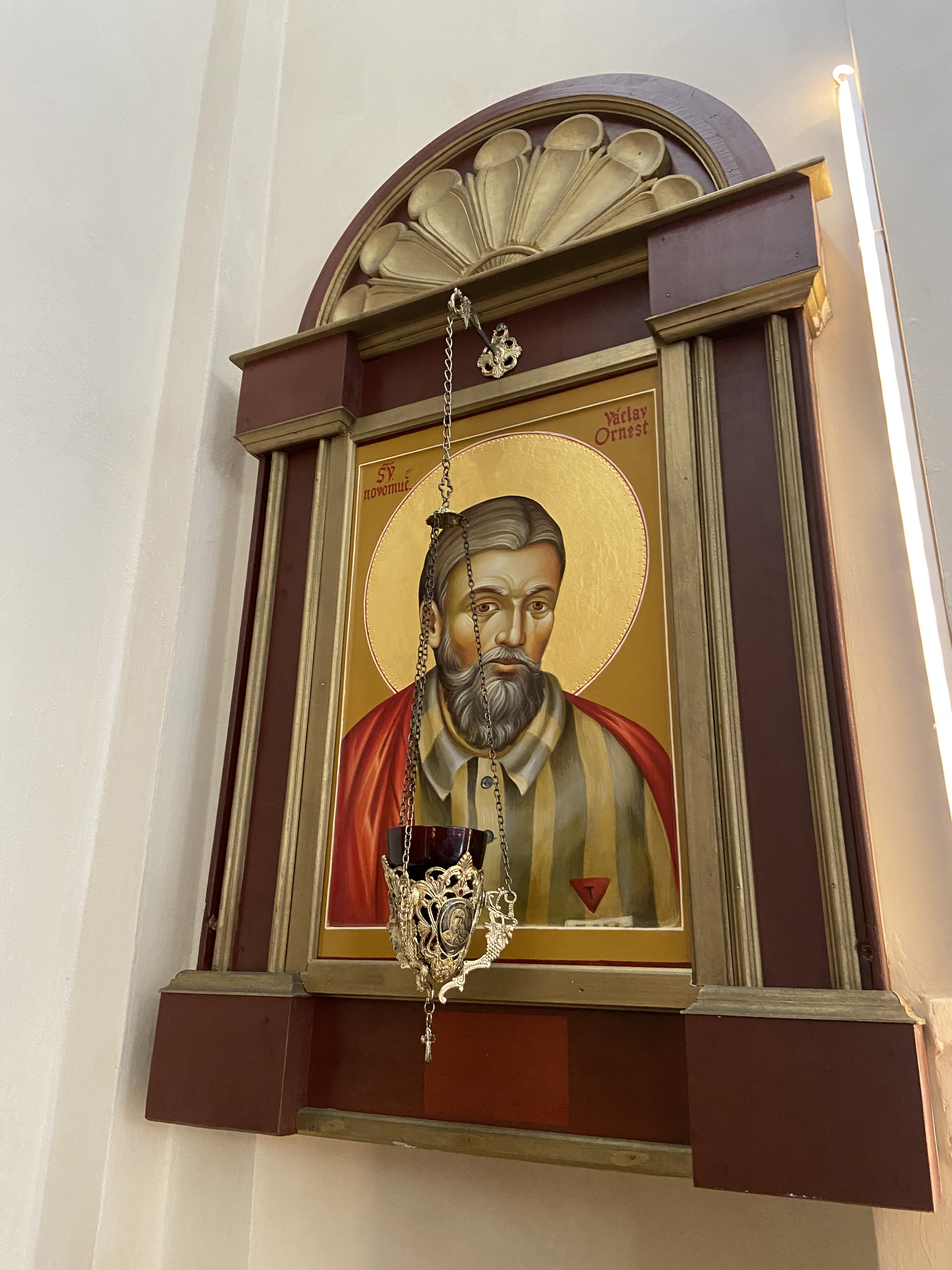
Ikona svatého Václava Ornesta

Dne 2. června 1911 se Václav Ornest v Českých Budějovicích oženil s Františkou Škrletovou. Dne 30. října 1915 se manželům Ornestovým narodila v Českých Budějovicích dcera Marie Ornestová. (Ta se později provdala za Karla Loudu – učitele a druhého kostelníka v katedrálním chrámu svatých Cyrila s Metoděje na Resslově ulici v Praze.) Dne 27. ledna 1921 se manželům Ornestovým narodila v Českých Budějovicích druhá dcera Miluše Ornestová.
V jihočeské metropoli se krejčí Václav Ornest zapojil do budování náboženské obce Církve československé. V prosinci 1920 byl zvolen místopředsedou rady starších českobudějovické náboženské obce. Obstarával pro ni vše potřebné z jeho oboru. První bohoslužebná roucha, která užívali duchovní Církve československé František Brož a Karel Skalický, pocházela z jeho krejčovské dílny. Po odchodu biskupa Gorazda v roce 1924 se přidal k ortodoxnímu křídlu a přestoupil k pravoslaví.
Za protektorátu byl Václav Ornest kostelníkem v katedrálním chrámu svatých Cyrila a Metoděje. Po provedení atentátu na Heydricha 27. května 1942 poskytla pravoslavná církev výsadkářům úkryt v chrámu sv. Cyrila a Metoděje (v chrámu svatého Karla Boromejského) v Resslově ulici na Novém Městě v Praze. Azyl v kryptě chrámu jim nabídl Jan Sonnevend se souhlasem kaplana ThDr. Vladimíra Petřeka, který o situaci uvědomil děkana Václava Čikla a oba kostelníky Václava Ornesta a Karla Loudu. Skutečnost, že jsou v kryptě kostela ukrývání parašutisté, sdělil Jan Sonnevend biskupu Gorazdovi až (večer 11. června 1942) dva dny po vyhlazení Lidic. Po prozrazení úkrytu parašutistů (18. června 1942) byl ještě téhož dne (před zahájením dobývání kostela) Václav Ornest zatčen. Dále byla zatčena i jeho manželka Františka Ornestová, jeho prvorozená dcera Marie, její manžel Karel Louda jakož i Miluše Ornestová – druhorozená dcera manželů Ornestových. Všichni zatčení členové rodiny Ornestových a Loudových byli popraveni dne 24. října 1942 v Koncentračním táboru Mauthausen střelou do týla.

## Dovětek
V koncentračním táboře Mauthausen bylo dne 24. října 1942 popraveno celkem 262 rodinných příslušníků a spolupracovníků československých parašutistů, kteří byli zatčeni po atentátu na Reinharda Heydricha. Byli to ti, kteří pomáhali parašutistům a také příbuzní parašutistů z para-výsadkových skupin: Anthropoid, Silver A, Bivouac, Out Distance, Steel a Intransitive. Šlo obvykle o celé rodiny (Brychovy, Královi, Kubišovi, Moravcovi, Novákovi, Svatošovi, Svěrákovi, Valčíkovi, Vojtíškovi a další) včetně dětí ve věku 14 až 17 let. Všichni popravení byli nejprve k trestu smrti odsouzeni stanným soudem pražského gestapa ve dnech 29. září 1942 a 5. října 1942. Dne 23. října 1942 byli odsouzení převezeni z Malé pevnosti v Terezíně do koncentračního tábora Mauthausen. Zde byli zavražděni střelou do týla.  Další skupina 31 spolupracovníků parašutistů byla v Mauthausenu popravena 26. ledna 1943 a poslední František Pecháček ještě 3. února 1944. Celkem šlo o 294 popravených, z nich bylo 150 žen.

## Svatořečení
Svatořečen byl Pravoslavnou církví v českých zemích a na Slovensku spolu s dalšími českými novomučedníky při slavnostní liturgii v pražské pravoslavné katedrále sv. Cyrila a Metoděje na Resslově ulici 8. února 2020.

## Připomínka
- Jeho jméno (Ornest Václav *6. 11. 1887), jméno jeho manželky (Ornestová Františka roz. Skradletová *4. 10. 1890), jména dcer (Ornestová Miluše *27. 1. 1921, Loudová Marie roz. Ornestová  *30. 10. 1915) a jméno jeho zetě (Louda Karel *3. 5. 1904) jsou uvedena na pomníku při pravoslavném chrámu svatého Cyrila a Metoděje (adresa: Praha 2, Resslova 9a). Pomník byl odhalen 26. ledna 2011 a je součástí Národního památníku obětí heydrichiády.[11][12]

## Galerie

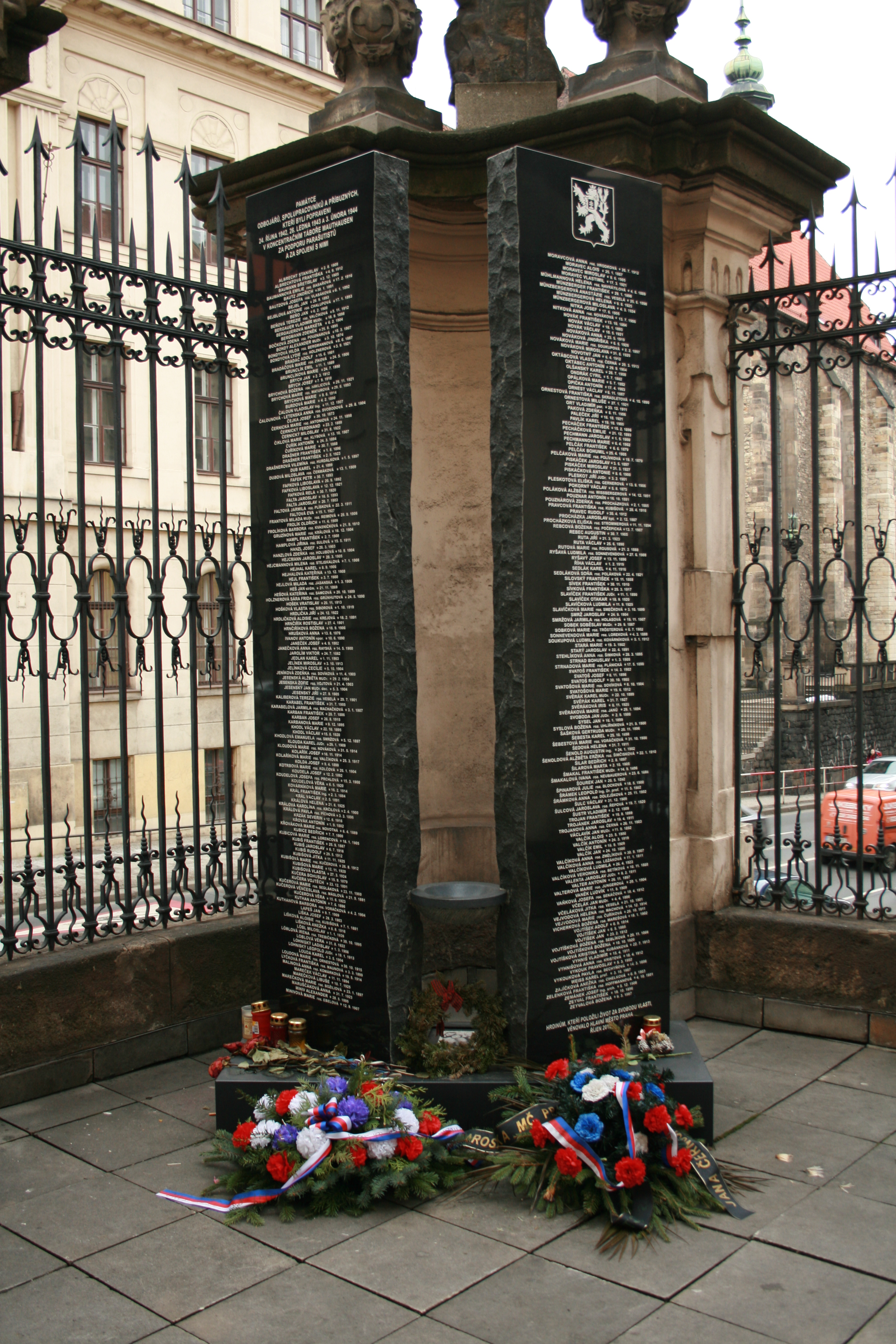
Pomník spolupracovníků parašutistů a jejich rodinných příslušníků na terase kostela sv. Cyrila a Metoděje v Resslově ulici v Praze
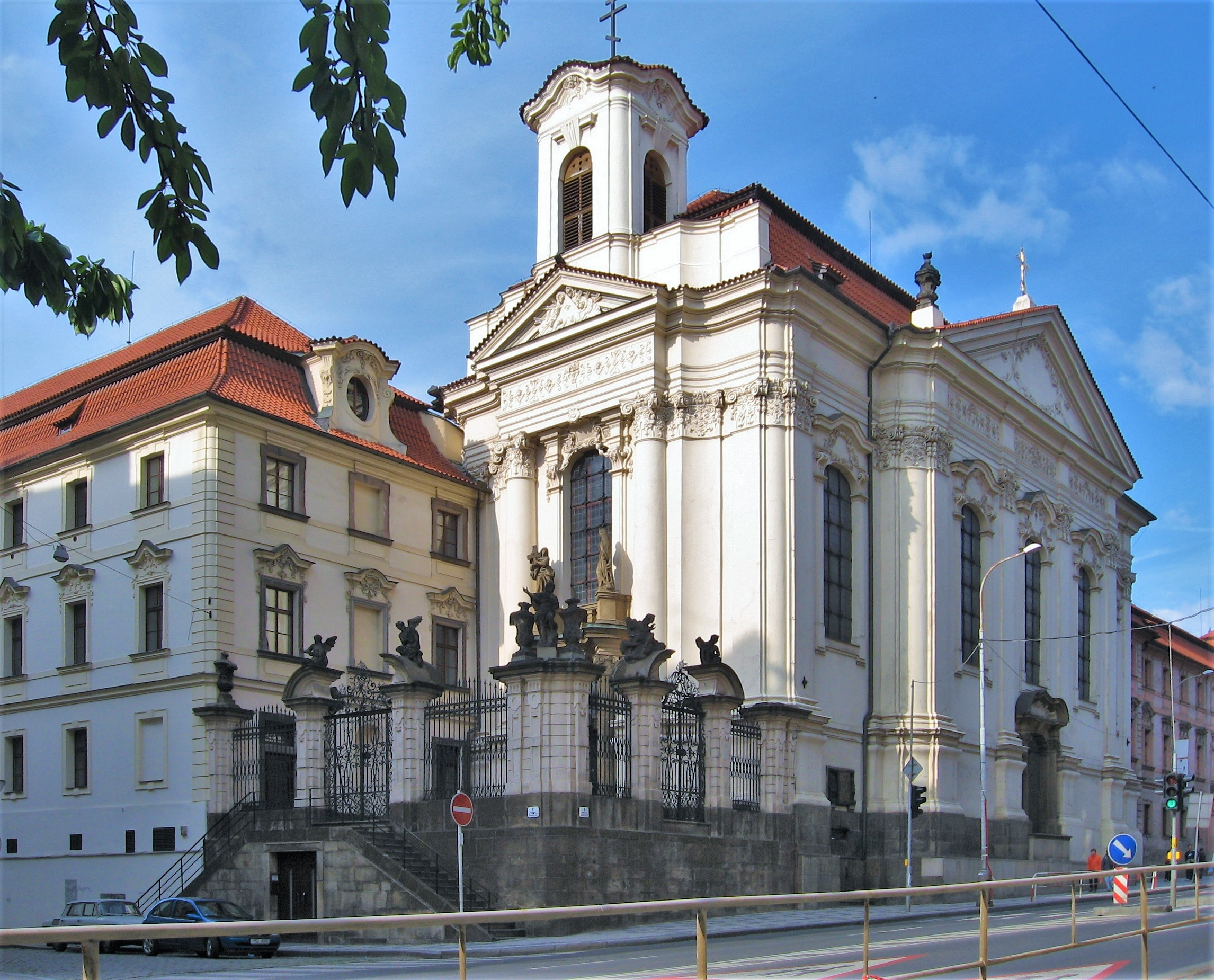
Pravoslavný chrám sv. Cyrila a Metoděje v Resslově ulici v Praze 2.
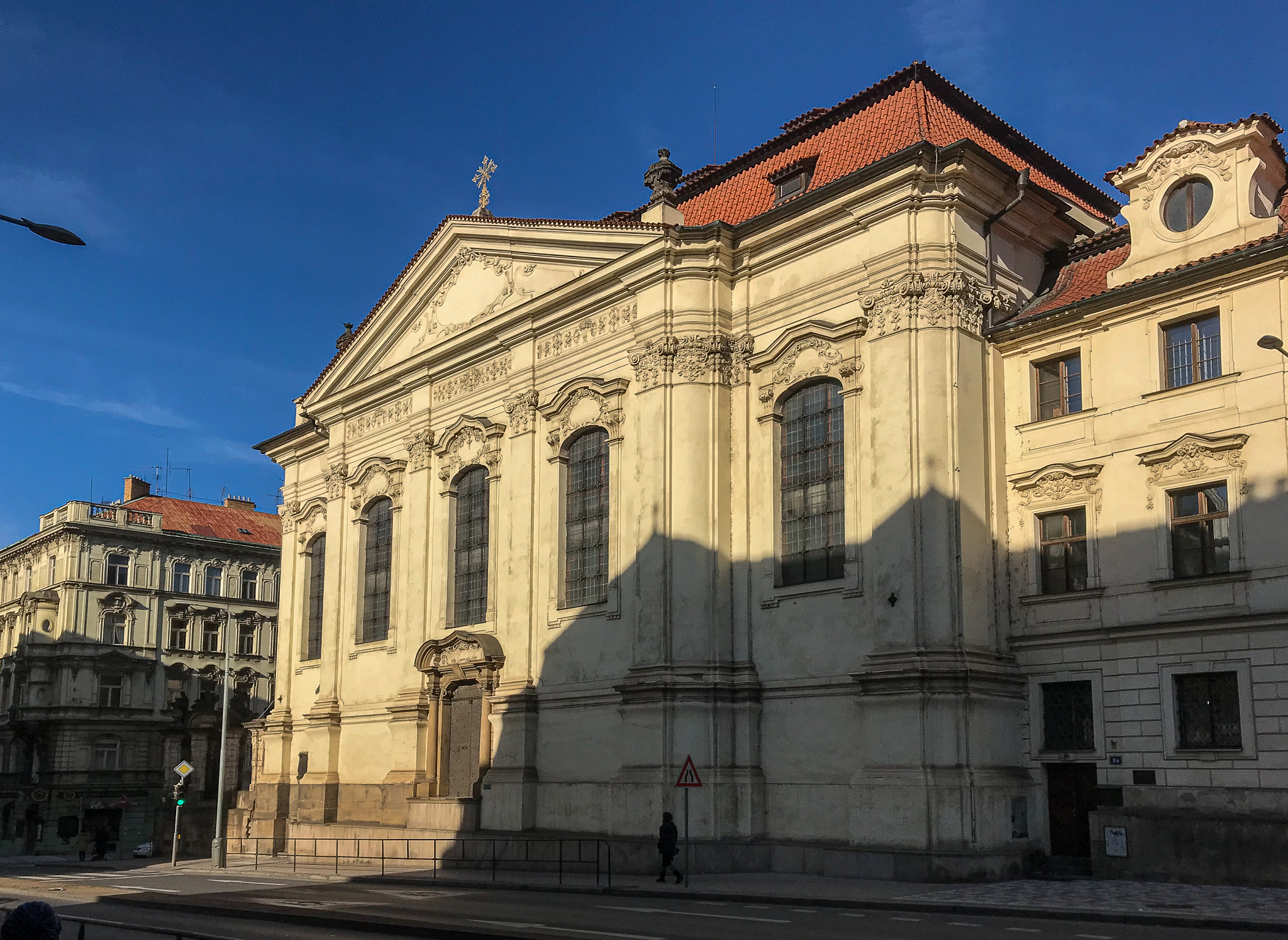
Pravoslavný chrám sv. Cyrila a Metoděje v Resslově ulici v Praze 2.